# 고양이 살인사건
《고양이 살인사건》(영어: Murder of a Cat)은 2014년 공개된 미국의 코미디 스릴러 영화이다.

## 출연
- 프랜 크랜즈
- 니키 리드
- 그레그 키니어
- J. K. 시먼스
- 리어나도 남
- 블라이드 대너
- 테드 레이미
- 딜리프 라오
- 칼라 히메네스
- 보니 헬먼

## 기타 제작진
- 섭외: 존 팹시데라
- 의상: 숀 홀리 쿡슨